# East Langdon

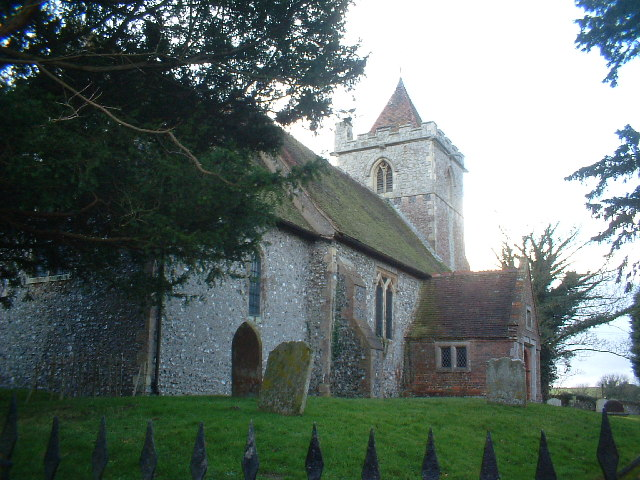
Kerk van St. Augustinus

East Langdon is een plaats in het bestuurlijke gebied Dover, in het Engelse graafschap Kent. 